# بونیفیس الکساندر
بونیفیس الکساندر (انگلیسی: Boniface Alexandre؛ زادهٔ ۳۱ ژوئیهٔ ۱۹۳۶ – درگذشتهٔ ۴ اوت ۲۰۲۳) یک سیاست‌مدار اهل هائیتی بود. وی از ۲۹ فوریه ۲۰۰۴ تا ۱۴ مه ۲۰۰۶ رئیس‌جمهور این کشور بود.
بونیفیس الکساندر در ۴ اوت ۲۰۲۳، در سن ۸۷ سالگی درگذشت.